# 万年県 (陝西省)
万年県（まんねん-けん）は、中国にかつて存在した県。現在の陝西省西安市長安区東部に相当する。
558年、北周が長安県の東部を分割して、万年県を設置した。583年（開皇3年）、隋により大興県と改称された。
唐代になると、大興県は再び万年県と改称された。唐では長安が都城と定められ、京兆府が設置され、その下部に長安県と万年県を管轄した。長安城外城を朱雀大通で東西に分割し、西を長安県、東を万年県が管轄した。
唐の皇帝は本来は長安城の中央北側に位置する太極宮に居住することになっていたが、第3代皇帝の高宗は太極宮の北東に大明宮を、第9代皇帝の玄宗は太極宮の東（大明宮から見て東南）に興慶宮を造営してそこに常居し、特に大明宮は唐末に至るまで歴代皇帝の居所として用いられたため、皇族や貴族、官僚らは出仕の都合上、大明宮や興慶宮に近い万年県側に居住することを望んだという。